# Rudolf Jugoviz

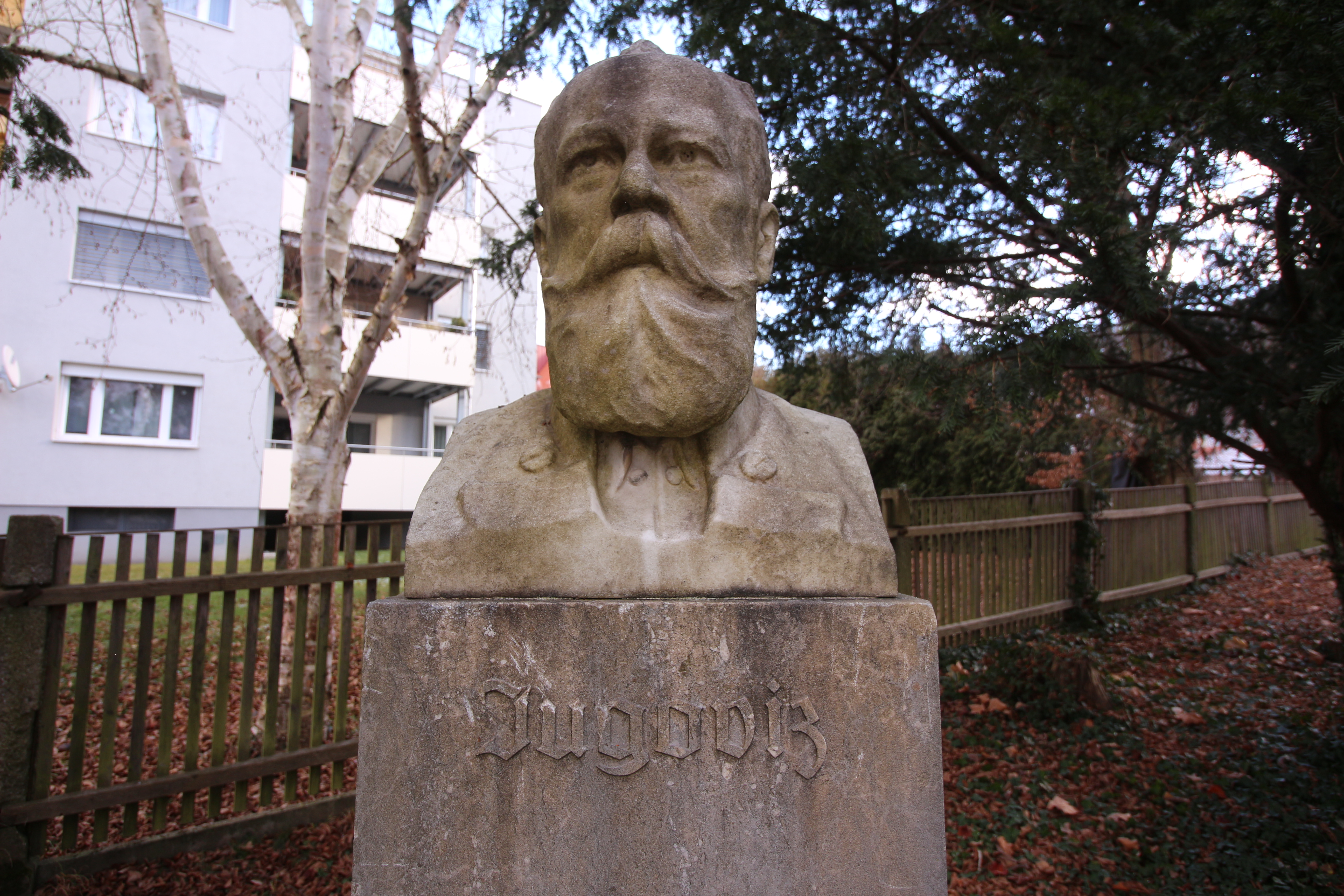
Denkmal für Rudolf Jugoviz im Park der Brucker Forstschule (2025)

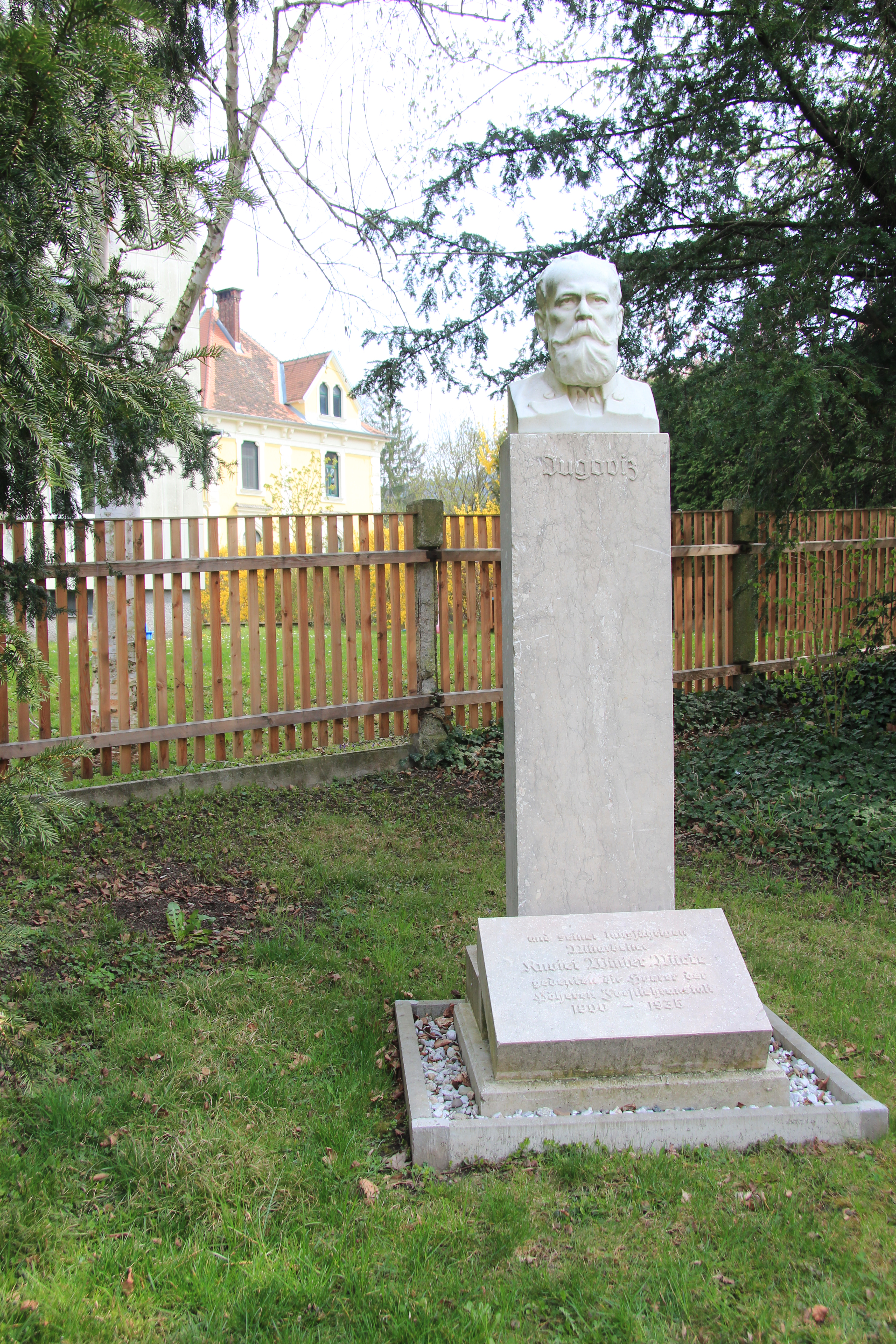
Denkmal für Rudolf Jugoviz im Park der Brucker Forstschule (2014)

Rudolf Anton Jugoviz (* 15. Februar 1868 in Donawitz; † 7. September 1932 in Bruck an der Mur) war ein österreichischer Forstmann. Er war der erste Doktor der Universität für Bodenkultur Wien, nachdem diese 1906 das Promotionsrecht erhalten hatte und war Gründer und langjähriger Direktor der Höheren Forst-Lehranstalt Bruck an der Mur.
Er absolvierte von 1888 bis 1892 das Studium der Forstwirtschaft. Während dieser Zeit wurde er 1888 Mitglied des Vereins deutscher Studenten Silviania Wien im WV, seit 1914 Burschenschaft Silvania Wien. Er war nach dem Examen bei den k.u.k. Staatsforsten in der Bukowina tätig. Er wechselte als Lehrer an die Försterschule in Gusswerk und war ab 1896 Professor an der Forstlehranstalt in Mährisch Weißkirchen. 1900 wurde die damalige Höhere Forstlehranstalt für die Alpenländer in Bruck an der Mur gegründet; Jugoviz wurde als Direktor mit dem organisatorischen und pädagogischen Aufbau der neuen Schule betraut. Bis zu seinem Tod leitete er die Schule insgesamt 32 Jahre lang. Wissenschaftlich beschäftigte sich Jugoviz vor allem mit Holzanatomie und galt als führender Fachmann für diesen Bereich in Österreich. Zu seinen Schülern gehörte der Botaniker Erwin Aichinger.
Von 1921 bis 1923 war er zudem Direktor der Steirischen Landesforste, daneben langjähriger Vize-Präsident des Österreichischen Reichsforstvereines und wurde 1924 von der Forstlichen Hochschule Eberswalde zum Dr. h. c. ernannt. Jugoviz war viele Jahre führend im Deutschen und Österreichischen Alpenverein tätig.
Darüber hinaus war er als Publizist aktiv; er veröffentlichte einige populär gehaltene Schriften zur praktischen Forstwirtschaft, ebenso wie forstpolitische und volkswirtschaftliche Abhandlungen, wobei er insbesondere für eine Bodenreform eintrat und als einer der ersten die wirtschaftliche Bedeutung des Faktors Arbeit in der Forstwirtschaft erkannte.